# Politische Farbe
Eine politische Farbe ist eine Kennfarbe, die eine bestimmte politische Ausrichtung und damit eine politische Partei (als Parteifarbe), politische Bewegung oder Ideologie repräsentieren soll. Oft sind für die Parteifarbe nicht die aktuellen politischen Positionen ausschlaggebend, sondern die historische Tradition der Partei. Auf internationaler Ebene verwenden Parteien mit ähnlichen Ideologien oft dieselben Farben. Das gilt unter anderem für die Farbe Rot, die für sozialdemokratische, sozialistische und kommunistische Parteien verwendet wird, die Farben Schwarz und Blau, die oft konservative Parteien repräsentieren und die Farbe Grün, die meist den Parteien der grünen Politik, den sogenannten grünen Parteien, zugeordnet wird.
Wahlergebnisse, Wahlanalysen und die Sitzverteilung in einem Parlament werden oft mit einem Säulendiagramm oder Kreisdiagramm dargestellt. Dabei wird für jede Partei eine Farbe verwendet. Diese Farben sind nicht immer eindeutig und stimmen auch nicht immer mit den international üblichen Farben für die politischen Ideologien überein.

## Politische Farben und ihre Bedeutung
Von den großen Parteien werden die folgenden Farben benutzt:

### Rot
Die Farbe Rot steht heute vor allem für die Arbeiterbewegung sowie die sozialdemokratischen und sozialistischen Parteien fast aller Länder. Die Rote Fahne wurde geradezu zum Symbol für sozialistische Ideale und ist Gegenstand vieler Arbeiterlieder wie z. B. Bandiera rossa oder Ich trage eine Fahne, aber auch ein Zeichen für Anspruch auf Herrschaft.
Sie wurde zum ersten Mal als Zeichen der Emanzipation auf den Mützen der Jakobiner während der französischen Revolution im 18. Jahrhundert benutzt. Arbeiter der Seidenindustrie demonstrierten in roten Farben bei den Arbeiteraufständen von Lyon. In Deutschland fand die rote Flagge im Revolutionsjahr 1848 zum ersten Mal Gebrauch, wurde jedoch mit der Zeit von der schwarz-rot-goldenen Flagge als stark national geprägtes Emanzipationssymbol abgelöst.
Eine Ausnahme stellen die USA dar, wo Rot vielmehr die Farbe der konservativen Republikaner ist.

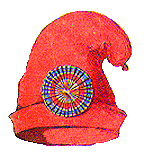

### Blau
Blau wird in verschiedenen Schattierungen von konservativen Parteien wie den französischen Republikanern, der Conservative Party Großbritanniens, der italienischen Forza Italia und der griechischen Nea Dimokratia verwendet. Es ist aber auch die Farbe rechtsnationaler Parteien wie dem französischen Rassemblement National, der österreichischen FPÖ und der deutschen AfD.
Eine Ausnahme stellen die eher linksliberalen US-amerikanischen Demokraten dar, deren Farbe ebenfalls blau ist.

### Gelb, Blau bzw. Blau-Gelb
Gelb und Blau kennzeichnen häufig liberale Parteien. Historisch hat der Liberalismus dagegen keine einheitliche Farbgebung. So waren in den 1870er Jahren in Großbritannien gebietsweise Blau, Lila und Orange die Farben des Liberalismus oder anderswo die des Konservatismus. Sehr früh stand Gelb für den Liberalismus in Schottland. Es steht insbesondere für Libertarismus, so zum Beispiel auch bei der Gelbwestenbewegung. Blau-Gelb zusammen hat seinen Ursprung nicht in der Historie, sondern in der Personalisierung im Marketing (erstmals eingesetzt 1972 im Landtagswahlkampf in Baden-Württemberg von der Werbeagentur Baums, Mang und Zimmermann für die deutsche FDP).

### Schwarz
In der Vergangenheit hatte die Farbe Schwarz mehrere politische Bedeutungen, oft für Anarchismus, aber auch für Faschismus. So war der schwarze Stern seit Beginn der Neuzeit Symbol für den Anarchismus.

Ebenso nutzten faschistische Bewegungen in Italien Schwarz und schwarze Hemden als einheitliches Symbol.

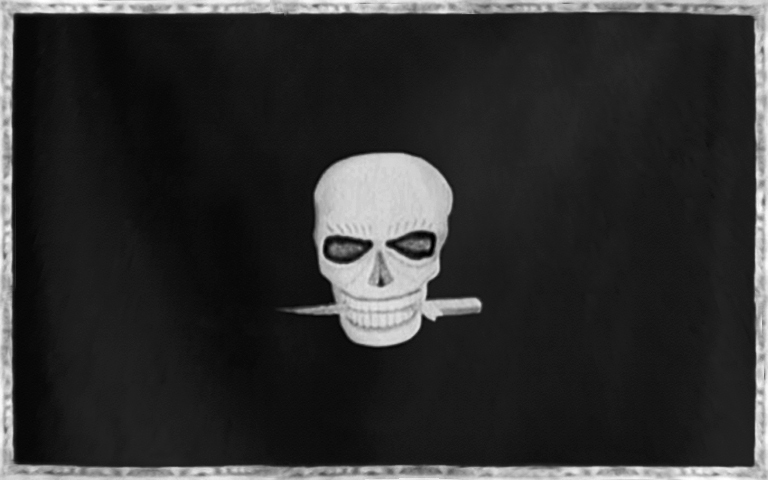

Während Schwarz in Deutschland traditionell als Farbe der vom Katholizismus geprägten konservativen CDU/CSU gilt, sowie die der ÖVP in Österreich, verwenden Volksparteien die Farbe außerhalb des deutschen Sprachraums eher selten.

### Grau
Grau ist zwar keine politische Farbe, wird aber traditionell in den USA häufig unabhängigen oder sezessionistischen Bewegungen oder Parteien zugeschrieben oder für parteilose Politiker verwendet. Auch in Deutschland ist Grau keine politische Farbe. Zwar wird Grau mit der Haarfarbe der Parteimitglieder Die Grauen assoziiert, im Design der Partei sind jedoch Magenta und etwas Blau und Gelb die bestimmenden Farben.

### Grün
Grün steht für Parteien, die den Fokus auf Umweltschutz legen. Zurückzuführen ist dies auf die Assoziation von Farbe mit Natur und Vegetation. Aus demselben Grund verwenden auch viele Bauernparteien Grün. Auch islamische Parteien verwenden Grün.

### Orange
Orange gilt historisch als eine der Farben konservativer Parteien, insbesondere für Christdemokratische Parteien in Amerika und Europa nach dem Zweiten Weltkrieg, die an der katholischen Soziallehre oder (neo-)calvinistischen Lehren anknüpfen, auch wenn sich in Deutschland und Österreich Schwarz dafür durchgesetzt hat. Manche bürgerliche und/oder (rechts-)populistische Parteien in ganz Europa wählen diese Farbe, die auch für Bürger- und Protestbewegungen steht, wie z. B. die Orange Revolution in der Ukraine. Außerdem gilt Orange als die Farbe der humanistischen Bewegungen und Initiativen und wird deshalb von humanistischen Parteien übernommen.

### Weiß
Obwohl Weiß keine traditionelle politische Farbe ist, wird sie von pazifistischen Parteien verwendet, in Analogie zur weißen Fahne, die im Krieg die Kapitulation anzeigt. Weiß steht für die Farbe der Monarchien, so gilt in Deutschland Schwarz-Rot-Gold als „Antithese zur Monarchie“ und die französische Trikolore als angebliche Verbindung zwischen Monarchie und Volk. Weiß ist eine christliche Liturgische Farbe und gilt in der Politik als alternative Farbe zu Schwarz. Sie symbolisiert die historischen christdemokratischen Parteien in Italien.

## Politische Farben im internationalen Vergleich

### Europäische Union
Im Europäischen Parlament sind aktuell (seit der letzten Europawahl 2019) sieben Fraktionen vertreten. In den meisten Medien werden ihnen folgende Farben zugeordnet:
- blau (konservativ): Identität und Demokratie Partei, der Europäische Christliche Politische Bewegung, sowie deren gemeinsamer Fraktion Europäische Konservative und Demokratische Allianz; verschiedene Blautöne für Fraktion der Europäischen Volkspartei, Fraktion Identität und Demokratie und Partei Europäische Konservative und Reformer
- gelb (liberal): Allianz der Liberalen und Demokraten in Europa
- rot: Fraktion der Progressiven Allianz der Sozialdemokraten, Die Linke im Europäischen Parlament – GUE/NGL (dunkelrot)
- grün: Die Grünen/Europäische Freie Allianz

Besondere Darstellungen
In der Wikipedia wird Renew Europe in Gelb dargestellt. Einige Medien verwenden stattdessen die Farbe Magenta.
Die Sitzverteilung der Fraktionen des Europäischen Parlaments sieht in der deutschsprachigen Wikipedia (Diagramm links) und anderen Wikipedias (Bild rechts) wie folgt aus:
| Sitzverteilung im Europäischen Parlament nach FraktionenInsgesamt 705 Sitze - GUE/NGL: 39 - S&D: 145 - G/EFA: 71 - RE: 103 - EVP: 176 - EKR: 64 - ID: 65 - NI: 42 |

Die Fraktionen des Europäischen Parlaments werden üblicherweise aus einer oder zwei europäischen politischen Parteien gebildet, deren Abgeordnete aus verschiedenen nationalen politischen Parteien und verschiedenen Mitgliedstaaten der Europäischen Union kommen. Die Abgeordneten einer nationalen politischen Partei im Europäischen Parlament müssen dort nicht alle zur selben Fraktion gehören. Die Zusammensetzung einer Fraktion ändert sich oft nach einer Europawahl. Die Fraktion Renew Europe, die 2019 gegründet wurde, entstand aus dem Zusammenschluss von Abgeordneten der Allianz der Liberalen und Demokraten für Europa, der Europäischen Demokratischen Partei, der Partei La République en Marche in Frankreich und anderen Parteien.

### Deutschland
Farben gelten in Deutschland nach wie vor als politische Wegweiser, allerdings reduzieren sie die Komplexität der politischen Praxis. Allgemein wird kritisiert, die politische Farbenlehre sei nicht mehr stimmig, weil die Einheit von Ideologie und Partei auseinander falle. Es entsteht eine undurchsichtige Situation, „welche die Parteien und ihre Marketingstrategen teilweise damit beantworten (und verstärken), dass sie sich öffentlich mit neuen, ergänzenden Leitfarben präsentieren“, um die wachsende Zahl politisch nicht festgelegter Wähler zu erreichen.
Nach der Bundestagswahl 2025 waren fünf Fraktionen im wichtigsten deutschen Parlament, dem Deutschen Bundestag, vertreten. In den Medien werden sie bei Wahlergebnissen, Wahlanalysen (zum Beispiel Hochrechnungen oder Wahlprognosen) und der Sitzverteilung im Bundestag weitgehend übereinstimmend mit folgenden Farben dargestellt.
- CDU/CSU-Fraktion im Deutschen Bundestag (Unionsfraktion) – schwarz
- Alternative für Deutschland (AfD) – blau
- Sozialdemokratische Partei Deutschlands (SPD) – rot
- Bündnis 90/Die Grünen (Grüne) – grün
- Die Linke – rot (oder zur Unterscheidung von der SPD oft dunklere rot-violette Töne)

Ehemalige Fraktionen bzw. Gruppen im Bundestag werden wie folgt dargestellt:
- Freie Demokratische Partei (FDP) – gelb
- Bündnis Sahra Wagenknecht (BSW) - violett

Die Unionsparteien (Union) bilden im Deutschen Bundestag eine Fraktionsgemeinschaft. Bei den Landtagswahlen und der Sitzverteilung in den Landesparlamenten wird die Christlich Demokratische Union Deutschlands (CDU) meist in Schwarz und die Christlich-Soziale Union in Bayern (CSU) meist in Blau dargestellt. In einigen Medien ist die Farbe der CDU ebenfalls Blau. Die Kennfarbe der CSU ist manchmal auch Grau.
Die AfD verwendet seit ihrer Gründung im Jahr 2013 Blau als Parteifarbe. Linkslastige Printmedien wie taz schreiben ihr „braun“ zu.
Die Sitzverteilung der politischen Fraktionen im Bundestag nach der Bundestagswahl 2025 sieht in der deutschsprachigen Wikipedia (Diagramm links) und anderen Wikipedias (Bild rechts) wie folgt aus:
| Sitzverteilung BundestagInsgesamt 630 Sitze - Linke: 64 - SPD: 120 - Grüne: 85 - SSW: 1 - Union: 208 - AfD: 152 |

Im Deutschen Bundesrat sind außerdem die Partei Freie Wähler (für Bayern) und das BSW (für Brandenburg und Thüringen) vertreten. Die Freien Wähler haben meist die Kennfarbe Orange, das BSW die Kennfarbe Violett.

#### Rot

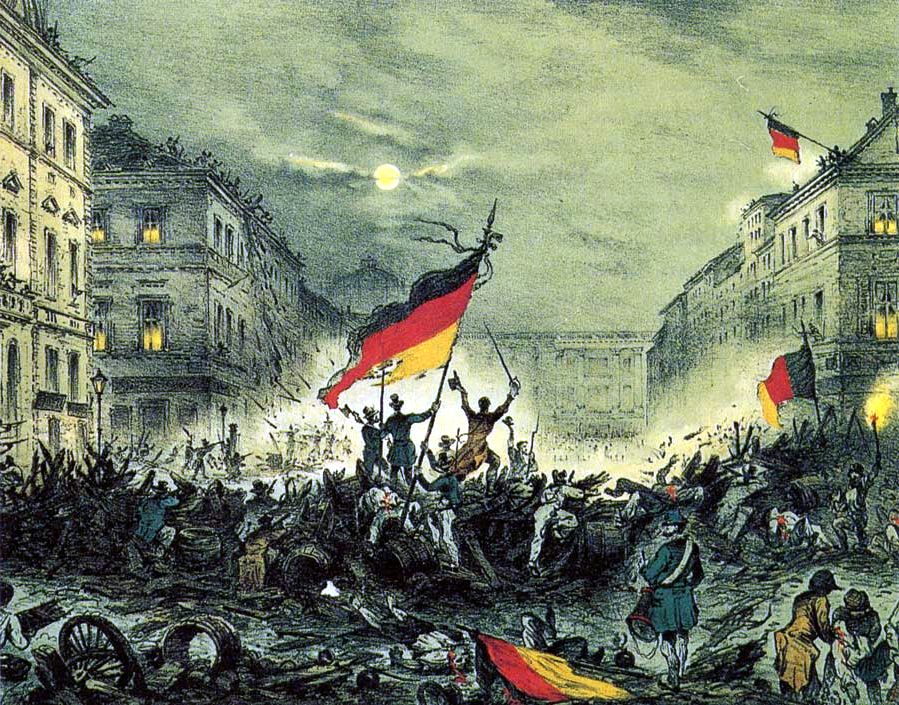
Ereignisblatt aus den revolutionären Märztagen 18.–19. März 1848 mit einer Barrikadenszene aus der Breiten Strasse, Berlin

Seit 1863 war Rot die Farbe des Allgemeinen Deutschen Arbeitervereins und später Traditionsfarbe der Sozialdemokratischen Partei Deutschlands (SPD). Während des Verbotes der SPD gingen staatliche Behörden gegen rote Fahnen und Banner strafrechtlich vor. Nach dem Ersten Weltkrieg benutzte die SPD die Farbe Rot nur noch intern, da der aufflammende Kommunismus, von dem sich die SPD distanzierte, mit dieser Farbe in Verbindung gebracht wurde.
In der vom Kommunismus geprägten DDR gehörten rote Banner zum Alltag. Aufgrund dessen wurde die Farbe Rot in der Bundesrepublik, auch wegen der nationalsozialistischen Vergangenheit, nur noch dezent eingesetzt.
Derzeit gebrauchen die SPD und die Partei Die Linke bevorzugt die Farbe Rot für ihre Außendarstellung.

#### Schwarz

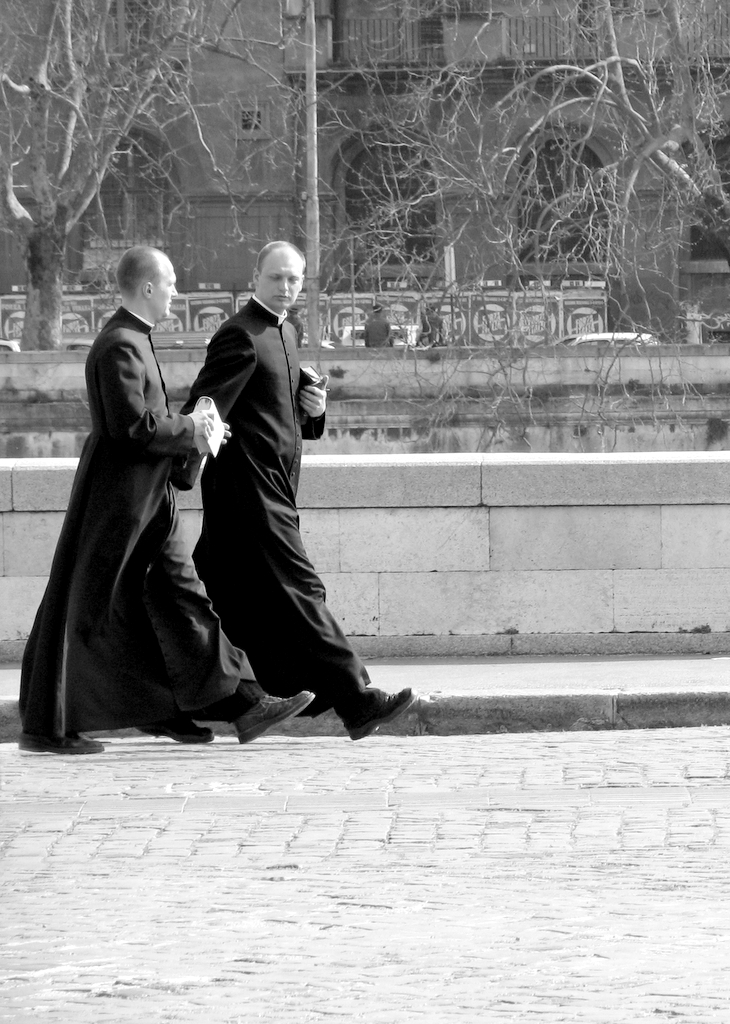
Geistliche im schwarzen Talar

Derzeit wird in Deutschland unter den „Schwarzen“ die Christlich Demokratische Union Deutschlands beziehungsweise deren Sympathisanten verstanden. Die CSU wird in der Fraktionsgemeinschaft oft gemeinsam mit der CDU in Schwarz dargestellt.
In Deutschland gilt die Farbe Schwarz als Farbe des bürgerlichen Konservatismus. Diese Tradition reicht zurück bis in die Zeit des Kulturkampfs, im Deutschen Kaiserreich: In Anspielung auf die schwarzen Talare der katholischen Priesterschaft und insbesondere der politisch einflussreichen Jesuiten, wurden die Anhänger des politischen Katholizismus von ihren Gegnern jeder Couleur als „Schwarze“ tituliert. Dies übertrug sich auf die Anhänger und Vertreter der Zentrumspartei, die, bis zu ihrer Selbstauflösung am 5. Juli 1933, eine katholische Milieupartei war. Später wurde der Begriff „Schwarze“ generell als Synonym für Bürgerlich-Konservative verwendet, unabhängig von ihrer Konfession.
Die Jugendorganisation der Partei, die Junge Union (JU), begann 2004, ein Markenzeichen aus der Farbe Schwarz aufzubauen, indem sie eine Kampagne mit dem Slogan „Black is beautiful“ startete. Die Farbe Schwarz steht neben Trauer und Depressionen für Stärke und Kraft, jene beiden Eigenschaften, mit denen sich die Christdemokratische Partei Deutschlands identifizieren möchte.

#### Grün
Auch in Deutschland wird die Farbe Grün der grünen Partei Bündnis 90/Die Grünen sowie allgemein grüner Politik und grünen Parteien zugeordnet. In Bayern bildeten bei der Landtagswahl 1978 die Aktionsgemeinschaft Unabhängiger Deutscher (AUD), die Grüne Aktion Zukunft (GAZ) und die Grüne Liste Bayerns ein Wahlbündnis, das sich erstmals den Namen Die Grünen gab. Im Jahr 1993 schlossen sich die westdeutsche Partei Die Grünen und die ostdeutsche Partei Bündnis 90 zur gesamtdeutschen Partei Bündnis 90/Die Grünen zusammen.

#### Braun
In der Weimarer Republik verwendete die nationalsozialistische Sturmabteilung braune Hemden, die anfangs aus Restbeständen der deutschen Schutztruppen in den Kolonien kamen. Rechtsextreme Parteien in der Bundesrepublik Deutschland wie DVU, NPD und Republikaner verwenden, oder verwendeten, selbst kein Braun, sondern Rot (NPD) oder Schwarz-Rot-Gelb (DVU, Republikaner), werden aber aus historischen Parallelen dennoch mit der Farbe Braun assoziiert. Eine „braune Ideologie“ oder „braune Gesinnung“ steht in der Gegenwart umgangssprachlich für eine nationalsozialistische oder dem Nationalsozialismus ähnliche politische Einstellung.

### Österreich
Die wichtigsten politischen Parteien in Österreich, die aktuell (seit der letzten Wahl 2019) mit mindestens einem Sitz im österreichischen Nationalrat vertreten sind, werden in den Medien bei der Darstellung von Wahlergebnissen, Wahlanalysen (zum Beispiel Hochrechnungen oder Wahlprognosen) und der Sitzverteilung im Nationalrat weitgehend übereinstimmend mit folgenden Farben dargestellt:
- Österreichische Volkspartei (ÖVP, seit 2017 auch Die neue Volkspartei) – traditionell schwarz, seit 2017 türkis. Die Partei beschloss nach dem Rücktritt von Sebastian Kurz weiterhin bei der Farbe Türkis zu bleiben.[34]
- Sozialdemokratische Partei Österreichs (SPÖ) – rot
- Freiheitliche Partei Österreichs (FPÖ) – blau
- Die Grünen – Die Grüne Alternative (GRÜNE) – grün
- NEOS – Das Neue Österreich und Liberales Forum – magenta

Die meistens übliche Farbe für die ÖVP war lange Zeit Schwarz. Im Wahlkampf zur Nationalratswahl 2017 wurde unter dem Bundesparteiobmann (Parteivorsitzenden) Sebastian Kurz und späteren österreichischen Bundeskanzler Sebastian Kurz Türkis neue politische Farbe der ÖVP vorgestellt, die seitdem auch von vielen Medien übernommen wurden (siehe auch: Österreichische Volkspartei – Ära Kurz: „Die neue Volkspartei“ – Koalition mit FPÖ und die Grünen). Die Farbe Türkis wird seit 2017 auch in der Wikipedia verwendet, wie folgendes Wahldiagramm zeigt:
| ← 2013Nationalratswahl 20172019 →(80,00 % Wahlbeteiligung, 0,99 % ungültige Stimmen) %403020100 26,86 (+0,04)31,47 (+7,48)25,97 (+5,46)3,80 (−8,62)5,30 (+0,34)4,41 (n. k.)2,20 (−9,10) SPÖÖVPFPÖGRÜNENEOSPILZSonst.20132017 |

In einigen Medien wird die ÖVP weiterhin in Schwarz dargestellt.
Die übliche Farbe der FPÖ ist weiterhin Blau, obwohl unter dem Bundesparteiobmann Jörg Haider seit 1986 eine politische Neuausrichtung der Partei stattgefunden hat (siehe auch: Freiheitliche Partei Österreichs – Profilierung unter Jörg Haider).

### Schweiz
Die wichtigsten politischen Parteien in der Schweiz, die aktuell (seit der letzten Wahl 2019) mit mindestens einem Sitz im Schweizer Nationalrat vertreten sind, werden in den Medien bei der Darstellung von Wahlergebnissen, Wahlanalysen und der Sitzverteilungen in der Bundesversammlung (Nationalrat und Ständerat) weitgehend übereinstimmend mit folgenden Farben dargestellt:
- Schweizerische Volkspartei (SVP) (französisch Union démocratique du centre (UDC), italienisch Unione Democratica di Centro (UDC)) – grün
- Sozialdemokratische Partei der Schweiz (SP) (französisch Parti socialiste suisse (PS), italienisch Partito socialista svizzero (PS)) – rot
- FDP.Die Liberalen (FDP) (französisch PLR. Les Libéraux-Radicaux, italienisch PLR. I Liberali Radicali) – blau
- Die Mitte (französisch Le Centre, italienisch il Centro) – orange
- Grüne Schweiz (französisch les VERT-E-S suisses, italienisch I VERDI svizzeri) – grün
- Grünliberale Partei (GLP) (französisch Parti vert’libéral Suisse, pvl, italienisch Partito Verde Liberale svizzero, pvl) – grün
- Evangelische Volkspartei (EVP) (französisch Parti Evangelique Suisse, italienisch Partito Evangelico Svizzero) – blau
- Eidgenössisch-Demokratische Union (EDU) (französisch Union Démocratique Fédérale (UDF), italienisch Unione Democratica Federale (UDF)) – blau
- Lega dei Ticinesi (ist ausschließlich im Kanton Tessin aktiv) – blau
- Partei der Arbeit der Schweiz (PdA) (französisch Parti suisse du Travail (PST-POP), italienisch Partito Operaio e Popolare) – rot
- solidaritéS (ist vor allem in der Romandie aktiv) – rot

Bis auf einige kleinere farbliche Abweichungen besteht eine relativ große Übereinstimmung bei der Darstellung der Parteifarben in den Medien. Die Schweizerische Volkspartei wird meist in Dunkelgrün, die Grünliberale Partei meist in Hellgrün oder Gelbgrün dargestellt, so auch in der deutschsprachigen Wikipedia. Für die Grünliberale Parlamentsfraktion wird stattdessen manchmal auch Violett verwendet. Nach dem Zusammenschluss der Christlichdemokratischen Volkspartei (CVP) und der Bürgerlich-Demokratischen Partei (BDP) zur Partei Die Mitte im Jahr 2021 sieht die Sitzverteilung der Parteien im Nationalrat wie folgt aus:
| Sitzverteilung NationalratInsgesamt 200 Sitze - Sol: 1 - PdA: 1 - SP: 39 - Grüne: 28 - GLP: 16 - EVP: 3 - Mitte: 28 - FDP: 29 - Lega: 1 - SVP: 53 - EDU: 1 |

### Frankreich
Die Parteien, die nach der Parlamentswahl in Frankreich 2017 in der Nationalversammlung vertreten sind, werden meist mit folgenden Farben dargestellt:
- La République en Marche: gelb
- Mouvement démocrate: orange
- Agir: blau
- Les Républicains: blau
- Parti socialiste: rosa
- Union des démocrates et indépendants: violett/hellblau
- La France insoumise: rot
- Rassemblement National: dunkelblau

### Vereinigtes Königreich
Die Parteien, die nach der britischen Unterhauswahl 2019 im House of Commons vertreten sind, werden meist mit folgenden Farben dargestellt:
- Conservative Party: blau
- Labour Party: rot
- Scottish National Party: gelb
- Liberal Democrats: orange
- Democratic Unionist Party: rot
- Sinn Féin: grün
- Plaid Cymru: grün
- Social Democratic and Labour Party: grün
- Alba Party: blau
- Alliance Party of Northern Ireland: gelb
- Green Party of England and Wales: grün

### Italien
- Kommunisten und Sozialisten (Rifondazione Comunista, Partito dei Comunisti Italiani): rot
- Faschisten (historisch, Movimento Sociale-Fiamma Tricolore): schwarz
- Katholische Partei: weiß
- Forza Italia: hellblau
- Sozialdemokraten (Partito Democratico): orange
- Lega Nord (Autonomen) und Federazione dei Verdi (Umweltschützer): grün
- Fünf-Sterne-Bewegung: gelb
- Anarchisten: rot und schwarz
- Più Europa: gold
- Volt Italia: Lila

### Spanien
- Partido Popular: blau, orange
- Partido Socialista Obrero Español (PSOE): rot
- Podemos: lila/violett
- Eusko Alderdi Jeltzalea-Partido Nacionalista Vasco: rot, grün
- Bloque Nacionalista Galego: rot, himmelblau
- Izquierda Unida: grün
- Coalición Canaria: gelb, blau
- Convergència i Unió: marinblau
- Esquerra Republicana de Catalunya: schwarz, orange
- Unión Progreso y Democracia: magenta
- Ciudadanos: orange
- Volt Spanien: lila

### Ukraine
- Partei der Regionen: blau
- Blok Juliji Tymoschenko: weiß und rot
- Kommunistische Partei der Ukraine: rot
- Blok Lytwyna: gelb
- Sozialistische Partei der Ukraine: rosa
- Blok Nascha Ukrajina – Narodna samooborona: orange

### Polen
- Platforma Obywatelska: blau und orange
- Recht und Gerechtigkeit: dunkelblau
- Polnische Bauernpartei: grün

### Rumänien
- Demokratische Union der Ungarn in Rumänien: grün, rot
- Demokratisches Forum der Deutschen in Rumänien: rot
- Partidul Social Democrat: rot
- Partidul Național Liberal: gelb, blau
- Partidul Democrat Liberal (2007–2014): orange
- Partidul România Mare: blau, gelb, rot
- Uniunea Salvați România: blau
- Volt România: lila

### Niederlande
- Christen-Democratisch Appèl: grün, orange
- ChristenUnie: hellblau
- Democraten 66: hellgrün
- GroenLinks: grün, rot
- Partij van de Arbeid: rot
- Partij voor de Dieren: dunkelgrün
- Socialistische Partij: rot
- Staatkundig Gereformeerde Partij: orange, blau
- Volkspartij voor Vrijheid en Democratie: dunkelblau
- Volt Nederland: lila

### Belgien
- Christlich Soziale Partei: orange
- Partei für Freiheit und Fortschritt: blau
- ProDG: hellblau-orange
- Vlaamse Liberalen en Democraten: marineblau, gold
- Socialistische Partij Anders: rot und schwarz
- SPIRIT: lila
- Christen-Democratisch en Vlaams: orange
- Parti Socialiste/Sozialistische Partei: rot
- Vlaams Belang: gelb und schwarz
- Mouvement Réformateur: blau, gelb und magenta
- Centre Démocrate Humaniste: braunrot und orangerot
- Neu-Flämische Allianz: schwarz und gold
- Ecolo und Agalev: grün
- Front National: schwarz, gelb, rot
- Vivant: gold und marinegrün
- Volt Belgien: Lila

### Griechenland
- Synaspismos Rizospastikis Aristeras (Syriza): rot
- Nea Dimokratia (ND): blau
- Anexartiti Ellines: hellblau
- To Potami: rot, blau
- Panellinio Sosialistiko Kinima (Pasok): grün
- Kinima Dimokraton Sosialiston: rot, grün
- Laikos Orthodoxos Synagermos (LaOS): blau, weiß
- Kommunistische Partei Griechenlands: rot
- Ökologen/Grüne: grün
- Piratenpartei Griechenlands: orange

### Schweden
- Allians för Sverige: orange
- Centerpartiet: grün
- Feministiskt initiativ: rosa
- Folkpartiet liberalerna: blau und orange
- Liberala partiet: gelb
- Kristdemokraterna: blau und weiß
- Moderata samlingspartiet: blau
- Miljöpartiet de Gröna: grün
- Junilistan: orange
- Piratpartiet: lila
- Sverigedemokraterna: blau und gelb
- Sveriges socialdemokratiska arbetareparti: rot
- Vänsterpartiet: rot
- Volt Schweden: lila

### Portugal
- Bloco de Esquerda: rot, schwarz
- Partido da Nova Democracia: rot, blau
- Partido Ecologista Os Verdes: grün
- Partido Comunista Português: rot
- Partido Nacional Renovador: blau, rot, schwarz
- Partido Popular: blau
- Partido Social-Democrata: orange
- Partido Socialista: rosa
- Pessoas – Animais – Natureza: grün
- Volt Portugal: lila

### Dänemark
- Enhedslisten – de rød-grønne: rot und grün
- Det Konservative Folkeparti: grün
- Liberal Alliance: orange
- Det Radikale Venstre: magenta und blau
- Socialdemokraterne: rot
- Socialistisk Folkeparti: rot
- Venstre: blau

### Finnland
- Finnische Zentrumspartei: grün
- Sozialdemokratische Partei Finnlands: rot
- Grüner Bund: grün
- Finnische Christdemokraten: blau und orange
- Schwedische Volkspartei: rot und gelb
- Linksbündnis: rot

### Norwegen
- Arbeiderpartiet: rot
- Fremskrittspartiet: blau
- Høyre: blau
- Kristelig Folkeparti: gelb
- Miljøpartiet De Grønne: grün
- Rødt: rot
- Senterpartiet: grün
- Sosialistisk Venstreparti: rot/grün
- Venstre: grün

### Irland
- Fianna Fáil: grün, orange
- Fine Gael: blau, grün
- Green Party/Comhaontas Glas: hellgrün
- Labour Party: rot
- Progressive Democrats: blau
- Sinn Féin: grün
- Socialist Party: rot

### Kroatien
- Istrische Demokratische Versammlung: grün
- Socijaldemokratska partija Hrvatske: rot
- Kroatische Bauernpartei: grün
- Kroatische Demokratische Union: blau
- Kroatische Volkspartei - Liberaldemokraten: gold
- Kroatische Rentnerpartei: rot, weiß, blau
- Kroatische Partei des Rechts: schwarz
- Kroatische Sozial-Liberale Partei: blau
- Most nezavisnih lista: orange, blau

### Nordmazedonien
- Innere Mazedonische Revolutionäre Organisation – Demokratische Partei für Mazedonische Nationale Einheit: rot
- Sozialdemokratische Liga Mazedoniens: rot

### Luxemburg
- Christlich Soziale Volkspartei: orange (bis etwa 2000 Schwarz[53])
- Sozialistische Arbeiterpartei: rot
- Demokratische Partei: blau
- Déi Gréng: grün
- Alternativ Demokratesch Reformpartei: rot, weiß, blau
- Déi Lénk: rot, dunkelrot
- Piraten: violet
- Kommunistische Partei Luxemburgs: rot
- Volt Luxemburg: lila

### Vereinigte Staaten

Das Ergebnis der Präsidentschaftswahl in den Vereinigten Staaten 2020. Die Bundesstaaten, die die Demokratische Partei gewonnen hat, sind blau, die Bundesstaaten, die die Republikanische Partei gewonnen hat, sind rot dargestellt.

Die zwei großen Parteien in den Vereinigten Staaten sind die Demokratische Partei, die in Blau dargestellt wird, und die Republikanische Partei, die in Rot dargestellt wird. Die anderen Parteien spielen nur eine untergeordnete Rolle, weil bei den amerikanischen Präsidentschaftswahlen, den Wahlen zum Senat und den Wahlen zum Repräsentantenhaus jeweils ein Mehrheitswahlrecht gilt.
- Green Party: grün
- Kommunistische Partei: rot
- Sozialistische Partei: rot
- Libertarian Party: gelb
- Reform Party: purpur

### Mexiko
- Partido Revolucionario Institucional: grün (dominierend neben rot und weiß)
- Partido de la Revolución Democrática (Partei der demokratischen Revolution): gelb und schwarz
- Partido Acción Nacional: blau und weiß
- Partido del Trabajo (Arbeiterpartei): rot
- Partido Verde Ecologista de México: grün
- Movimiento Ciudadano: orange

### Kanada
- Bloc Québécois: hellblau
- Canadian Action Party: blau, rot
- Canadian Alliance (2000–2003): grün, blau
- Christian Heritage Party: lila
- Communist Party: rot
- Conservative Party: blau, rot
- Green Party: grün
- Liberal Party: rot
- Libertarian Party: grün, weiß
- Marijuana Party: braun, grün
- Marxist-Leninist Party: violett
- New Democratic Party: orange, grün
- People’s Party: violett
- Progressive Canadian Party: blau, rot
- Progressive Conservative Party of Canada (bis 2003): blau und rot

### Volksrepublik China
- Kommunistische Partei Chinas: rot

### Indien
- Kommunisten (CPI, CPI(M)): rot
- Hindunationalisten (Bharatiya Janata Party, RSS, Shiv Sena): safrangelb
- Indischer Nationalkongress (NCP, NTC): orange-weiß-grün
- Bahujan Samaj Party, Republican Party of India: blau
- Rashtriya Janata Dal: grün
- Janata Dal (Secular): grün
- Telugu Desam Party: gelb
- Jammu and Kashmir National Conference: rot
- Telangana Rashtra Samithi: rosa
- Gorkha National Liberation Front: grün
- Indigenous Nationalist Party of Twipra: grün-weiß

### Türkei
- Cumhuriyet Halk Partisi: rot
- Adalet ve Kalkınma Partisi: orange
- Milliyetçi Hareket Partisi: rot
- Halkların Demokratik Partisi: lila
- Demokratik Sol Parti: blau

### Australien
- Australian Democrats: orange
- Australian Greens: grün
- Australian Labor Party: rot
- Liberal Party of Australia: blau
- National Party: grün, gold
- One Nation Party: blau, gelb

### Neuseeland
- ACT: gelb, blau
- Alliance: grün, rot
- Green Party: grün
- Maori Party: rot, schwarz
- Labour Party: rot
- Progressive Party: rot, grau
- National Party: blau
- New Zealand First: schwarz, weiß
- United Future: lila, grün

### Paraguay
- Partido Colorado: rot

Trotz der Ähnlichkeit des Parteibanners zu denen sozialistischer Parteien war die 1887 gegründete Colorado-Partei von Beginn an nationalkonservativ ausgerichtet.

- Partido Liberal Radical Auténtico: blau
- Partido Revolucionario Febrerista: grün